# Эвентрация
Эвентера́ция (лат. eventratio — е[х]- «отделение, удаление» + venter — «живот») — остро развивающийся дефект в брюшине и мышечно-апоневротическом слое передней брюшной стенки, в результате образования которого создаются условия для разгерметизации брюшной полости и выхода внутренностей за её пределы.
Эвентрации бывают врожденными, травматическими и послеоперационными. Обычно такие новорожденные нежизнеспособны, и вскоре после рождения погибают. При этом роды проходят без особенностей.
Возникновению эвентрации могут способствовать следующие причины:
- воспаление раны;
- нагноение шва;
- несоблюдение диеты;
- сахарный диабет;
- атрофия мышц брюшной стенки;
- неправильно зашитая рана;
- тампонирование брюшной полости через рану;
- повышенная физическая нагрузка сразу после операции.

Эти обстоятельства приводят к ослаблению оперированного места и не позволяют соединительным тканям правильно восстанавливаться. Причем, если говорить о первых двух признаках, то они не так страшны, как остальные, так как давление на поражённую область изнутри представляет большую угрозу, чем снаружи.